# Sh2-307
Sh2-307 (conosciuta anche come Gum 7) è una piccola nebulosa a emissione visibile nella costellazione della Poppa.
Si trova nella parte nordoccidentale della costellazione, circa 12° a ESE di Sirio, la stella più brillante del cielo notturno; può essere fotografata con strumenti amatoriali di potenza elevata con l'aiuto di appositi filtri. Il periodo più adatto per la sua osservazione nel cielo serale è compreso fra i mesi di dicembre e aprile e la sua declinazione meridionale fa sì che sia osservabile con più facilità dalle regioni australi.
Sh2-307 è una regione H II situata a circa 4200 parsec (13700 anni luce) di distanza, sul bordo meridionale della vasta superbolla nota come GS234-02, in cui hanno luogo alcuni episodi di formazione stellare; questa superbolla sarebbe stata originata dall'esplosione di numerose supernovae, generate da stelle formatesi nella regione durante un primo ciclo di formazione stellare. La nube è eccitata da una stella di classe spettrale B0V MFJ Sh2-307 3 e contiene una sorgente di radiazione infrarossa nota come IRAS 07333-1838, e un probabile ammasso aperto giovanissimo, anch'esso visibile all'infrarosso, catalogato come [DBS2003] 8 e composto probabilmente da oggetti stellari giovani formatisi all'interno della nube stessa.